# Trachymyrmex septentrionalis
Trachymyrmex septentrionalis (лат.) — вид муравьёв из трибы грибководов Attini подсемейства мирмицины.
США: от Техаса до Флориды, на север до Иллинойса, Огайо и Нью-Йорка.

## Описание
Мелкие муравьи (менее 5 мм), окраска от желтоватой до красновато-буроватого цвета. Длина головы рабочих HL 0,84-0,96 мм, ширина головы HW 0,88-1,0 мм. Усики состоят из 11 члеников, без явной булавы. Тело покрыто многочисленными бугорками (каждый с волоском) и шипиками. Живут в земляных гнёздах, под камнями и корнями растений. Характерны своим тесным симбиозом с грибами, выращиваемыми в муравейниках.
Для вида T. septentrionalis доказана биотурбация, или перемещение слоёв почвы под землёй. Экстраполируя экспериментальные данные по перемещению слоёв песка под гнездом, сделан вывод, что на один гектар Т. septentrionalis переносят 800 кг песка в год на поверхность, а еще 200 кг (17% от общего вынутого объема) смещают под землей.
Несмотря на малочисленность (500-1000 муравьёв в одной семье) и мелкие размеры (3-6 мм), колонии T. septentrionalis экстремально обильны. На гектар соснового леса может приходится более 1000 муравейников, которые суммарно выкапывают более 1 тонны почвы в год. За тысячелетие эти муравьи полностью перемешивают верхние 6,3 см почвы. Когда муравьи выкапывают свои гнезда, они выкладывают вырытую землю на поверхности характерным лунным полумесяцем.
Летом (июль и август) грибные камеры обычно располагаются глубже 60 см, в то время как весной и осенью они обычно залегают на глубине 20–40 см.

## Систематика
Вид был впервые описан в 1881 году под первоначальным названием Atta septentrionalis McCook, 1881. С 1912 года в составе подрода Atta (Trachymyrmex), а с 1916 года в отдельном роде Trachymyrmex.